# ملیسا (خواننده)
ملیسا خواننده لبنانی با نام حقیقی میریام شهاب زاده برعشیت منطقه‌ای در جنوب لبنان متولد ۱ فوریه ۱۹۸۲ در یک خانواده مسلمان شیعی به دنیا آمد. قرارداد کارهای وی با شرکت موسیقی روتانا است و ترانه‌های نخستین او با نام حلفنالک و لیلی یا لیل است. البته نام‌دارترین ترانه او "یلی ناسینی" است که با ایکان خواننده آمریکایی خوانده‌است. او دارای ترانه مشترک با خواننده غربی (دکتر آلبان) با نام حبیبی است. ملیسا کار هنری خود را از سال ۲۰۰۵ با ترانه لیلی یا لیل آغاز کرد.